# Fiat 1400 a 1900
Fiat 1400 a Fiat 1900 jsou automobily vyráběné italskou automobilkou Fiat v letech 1950 až 1958 (Fiat 1400) resp. 1952 až 1959 (Fiat 1900). Tyto dva modely sdílely platformu, karoserii a většinu komponent, ale zatímco model Fiat 1400 vybavený motorem 1,4 litru představoval nabídku střední třídy, Fiat 1900 s motorem 1,9 a luxusnější výbavou i provedením, měl v té době představovat „vlajkovou loď“ automobilky.
Fiat 1400 a 1900 mají řadu prvenství: nebyla to úprava předválečných modelů, ale šlo o první modely automobilky, jejichž design a konstrukce byly kompletně navrženy po druhé světové válce, hlavním konstruktérem byl Dante Giacosa. Byl to první vůz automobilky, nabízený také se vznětovým motorem. Byl to také první osobní automobil španělského výrobce SEAT a jugoslávského výrobce Zastava. Vyráběl se rovněž v Rakousku: Steyr-Puch (nyní Magna Steyr).

## Modely
| Model  | Motor                | Objem    | Výkon    | Systém                          |
| ------ | -------------------- | -------- | -------- | ------------------------------- |
| 1400   | řadový čtyřválec OHV | 1395 cm³ | 44-56 hp | zážehový: jednoduchý karburátor |
| 1400 D | řadový čtyřválec OHV | 1901 cm³ | 40 hp    | diesel                          |
| 1900   | řadový čtyřválec OHV | 1901 cm³ | 60-80 hp | zážehový: jednoduchý karburátor |

## Fotogalerie

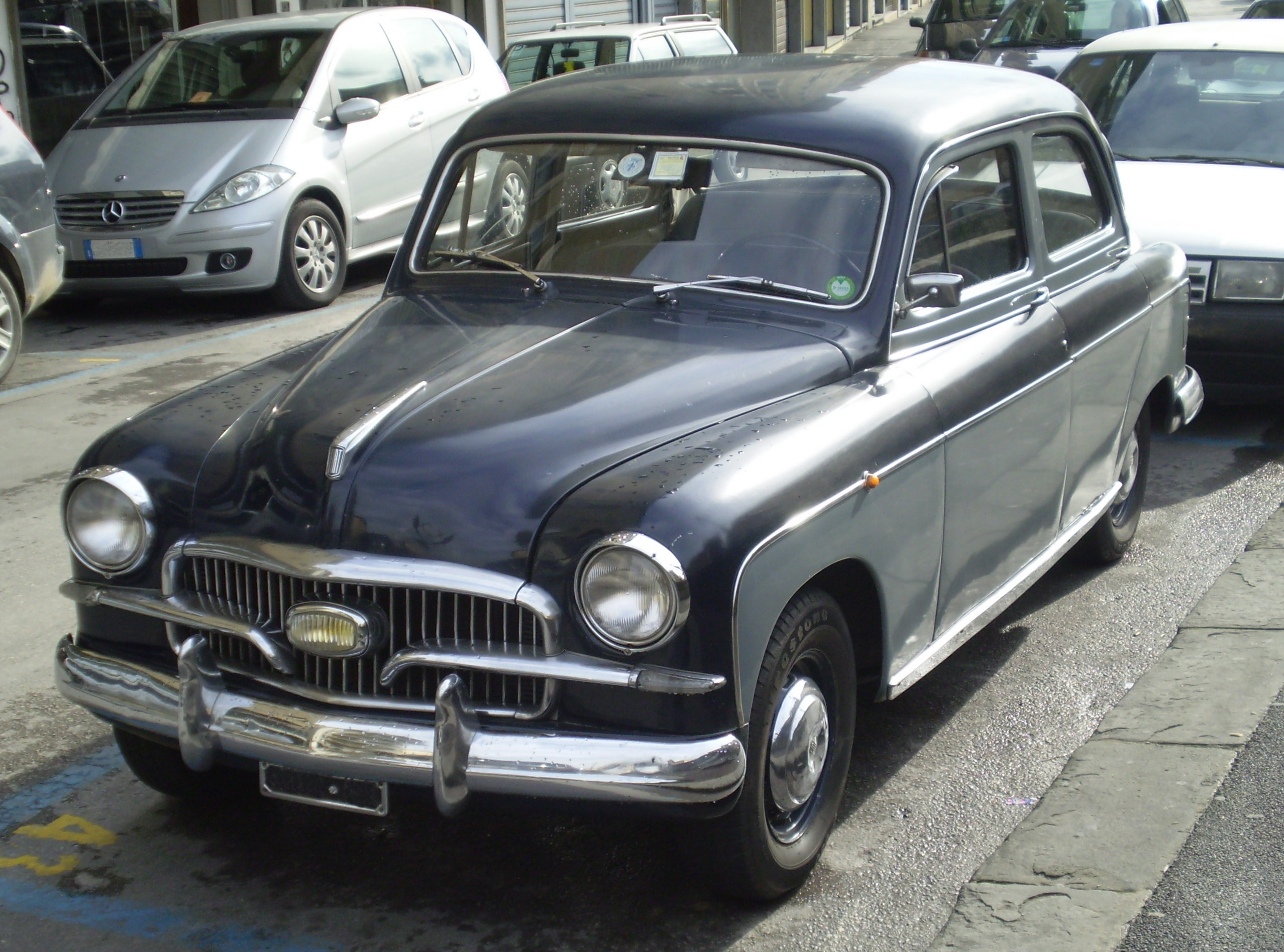
Fiat 1400 Berlina (sedan, 1956)
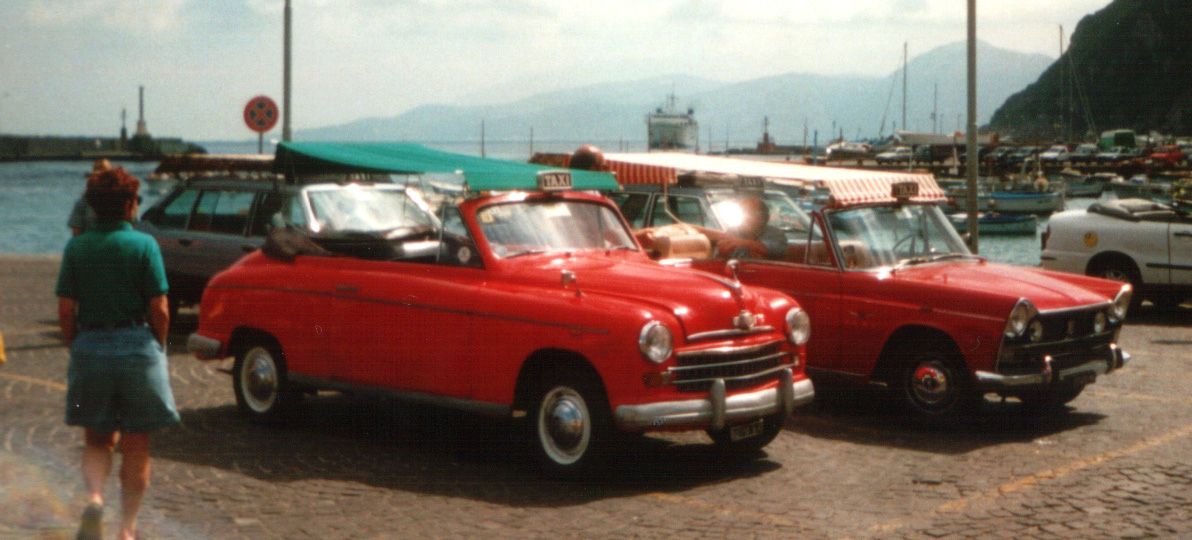
Fiat 1400 Cabriolet
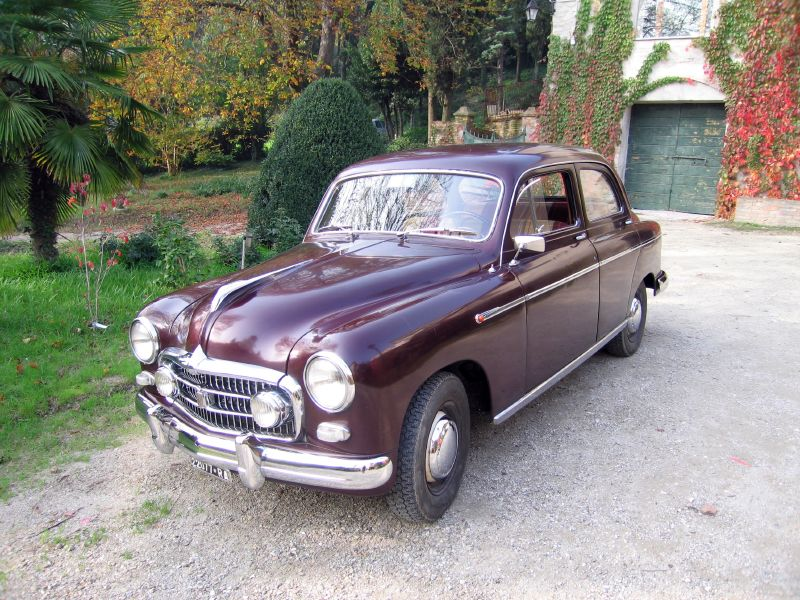
Fiat 1900 A Berlina (sedan)
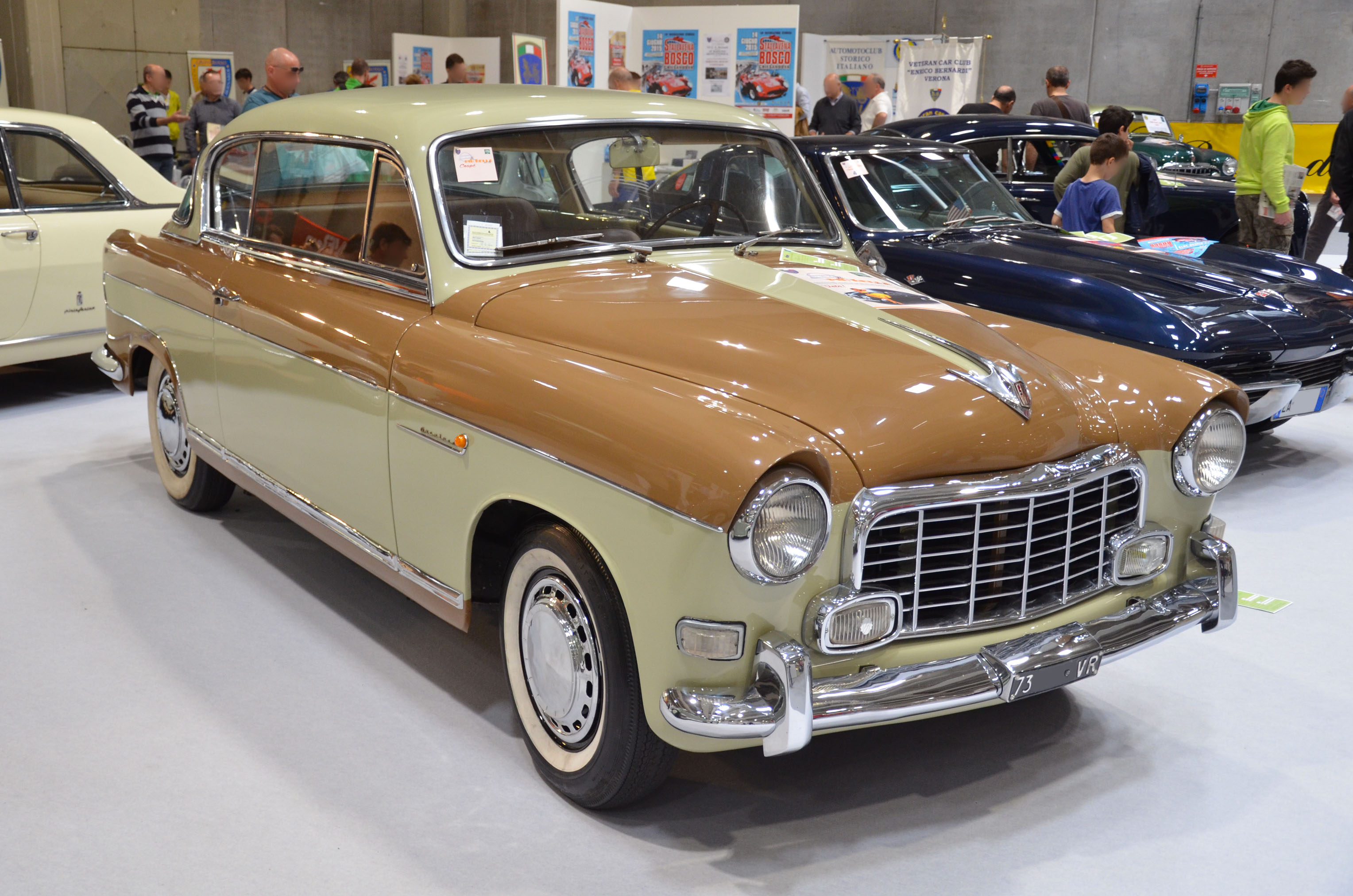
Fiat 1900 B Gran Luce